# Sačurov
Sačurov é um município da Eslováquia, situado no distrito de Vranov nad Topľou, na região de Prešov. Tem 21,2 km² de área e sua população em 2018 foi estimada em 2.460 habitantes.

## Demografia
| Ano:        | 1994 | 2004   | 2014    | 2024    |
| ----------- | ---- | ------ | ------- | ------- |
| Broj ljudi: | 1849 | 2008   | 2338    | 2610    |
| Razlika:    |      | +8,59% | +16,43% | +11,63% |

| Ano:               | 2023 | 2024   |
| ------------------ | ---- | ------ |
| Número de pessoas: | 2569 | 2610   |
| Diferença:         |      | +1,59% |